# Alexander Grigorjewitsch Tyschler
Alexander Grigorjewitsch Tyschler (russisch Александр Григорьевич Тышлер; geboren am 14. Julijul. / 26. Juli 1898greg. in Melitopol; gestorben am 16. August 1980 in Moskau) war ein russischer und sowjetischer Maler, Grafiker und Bühnenbildner.

## Leben
Tyschler wurde als achtes Kind einer jüdischen Zimmermannsfamilie geboren. Von 1912 bis 1917 besuchte er eine Kunstschule in Kiew. Während der Russischen Revolution arbeitete er an der Gestaltung von Massenfesten und revolutionärer Propaganda. 1919 meldete er sich als Freiwilliger zur Roten Armee und befasste sich vor allem mit Agitation und Propaganda. Nach der Demobilisierung kehrte er nach Kiew zurück und gestaltete Rosta-Fenster nach dem Vorbild von Wladimir Majakowski.
1921 zog Tyschler nach Moskau und trat in die WChUTEMAS ein, arbeitete in der Werkstatt von Wladimir Faworski und gehörte zum Kreis um Wladimir Majakowski und Sergej Jessenin, Robert Falk, Nathan Altman, Boris Ioganson, Wsewolod Meyerhold, und Anna Achmatowa.
1927 ging Tyschler nach Minsk und arbeitete dort am Staatlichen Jüdischen Theater, aber auch für andere Theater in Minsk und in Leningrad sowie als Buchillustrator. Seine Werke wurden vielfach ausgestellt, 1926 auch in Dresden, 1928 in Venedig und 1929 in Riga.
1941 wurde Tyschler mit dem Moskauer Jüdischen Theater nach Taschkent evakuiert, wo er den Titel »Verdienter Künstler Usbekistans« erhielt. 1945 erhielt er den Staatspreis der UdSSR.
Bis 1961 arbeitete Tyschler vor allem für Theater in Moskau und Leningrad, danach vor allem an Gemälden, Grafiken und Skulpturen.
1980 starb Tyschler in Moskau.